# 200 mètres papillon masculin aux Jeux olympiques d'été de 2024
Cet article traite de l'épreuve masculine. Pour la compétition féminine, voir 200 mètres papillon féminin aux Jeux olympiques d'été de 2024.
Navigation
Tokyo 2020 Los Angeles 2028
Le 200 mètres papillon masculin est une épreuve de natation des Jeux olympiques d'été de 2024 qui a lieu les 30 et 31 juillet 2024 à la Paris La Défense Arena.

## Médaillés
| Or                  | Or            | Argent              | Argent        | Bronze            | Bronze        |
| Léon Marchand (FRA) | 1 min 51 s 21 | Kristóf Milák (HUN) | 1 min 51 s 75 | Ilya Kharun (CAN) | 1 min 52 s 80 |

## Records
Avant cette compétition, les records dans cette discipline étaient :
| Record du monde  | 1:50.34 | Kristóf Milák (HUN) | 21 juin 2022    | Budapest, Hongrie |
| Record olympique | 1:51.25 | Kristóf Milák (HUN) | 28 juillet 2021 | Tokyo, Japon      |

Au cours de cette compétition, le record suivant a été battu :
| Record olympique | 1:51.21 | Léon Marchand (FRA) | 31 juillet 2024 | Paris, France |

## Calendrier
| Date                | Horaire | Manche       |
| ------------------- | ------- | ------------ |
| Mardi 30 juillet    | 11 h 00 | Séries       |
| Mardi 30 juillet    | 20 h 30 | Demi-finales |
| Mercredi 31 juillet | 20 h 30 | Finale       |

## Résultats détaillés

### Séries éliminatoires
Les seize meilleurs temps se qualifient pour les demi-finales (Q).
| Rang | Série | Ligne | Athlète                       | Pays       | Temps   | Remarque |
| ---- | ----- | ----- | ----------------------------- | ---------- | ------- | -------- |
| 1    |       | 3     | Kristóf Milák                 | Hongrie    | 1:53.92 | Q        |
| 2    |       | 2     | Ilya Kharun                   | Canada     | 1:54.06 | Q        |
| 3    |       | 3     | Noè Ponti                     | Suisse     | 1:54.77 | Q        |
| 4    |       | 4     | Alberto Razzetti              | Italie     | 1:54.78 | Q        |
| 5    |       | 3     | Martin Espernberger (de)      | Autriche   | 1:55.19 | Q        |
| 6    |       | 4     | Léon Marchand                 | France     | 1:55.26 | Q        |
| 7    |       | 2     | Michał Chmielewski            | Pologne    | 1:55.28 | Q        |
| 8    |       | 2     | Kuan-Hung Wang                |            | 1:55.32 | Q        |
| 9    |       | 4     | Krzysztof Chmielewski         | Pologne    | 1:55.42 | Q        |
| 10   |       | 2     | Kregor Zirk                   | Estonie    | 1:55.52 | Q        |
| 11   |       | 3     | Thomas Heilman (en)           | États-Unis | 1:55.74 | Q        |
| 12   |       | 3     | Giacomo Carini                | Italie     | 1:55.81 | Q        |
| 13   |       | 4     | Genki Terakado                | Japon      | 1:55.82 | Q        |
| 14   |       | 3     | Arbidel González Alvarez (es) | Espagne    | 1:55.86 | Q        |
| 15   |       | 4     | Minseop Kim                   |            | 1:56.02 | Q        |
| 16   |       | 4     | Richárd Márton (es)           |            | 1:56.03 | Q        |
| 17   |       | 2     | Luca Urlando (en)             | États-Unis | 1:56.18 | R        |
| 18   |       | 4     | Nicolas Alberio               | Brésil     | 1:56.49 | R        |
| 19   |       | 1     | Petar Petrov Mitsin           |            | 1:57.03 |          |
| 20   |       | 2     | Matthew Sates (en)            |            | 1:57.04 |          |
| 21   |       | 2     | Lewis Clareburt               |            | 1:57.12 |          |
| 22   |       | 2     | Tomoru Honda                  |            | 1:57.30 |          |
| 23   |       | 3     | Matthew Temple                |            | 1:57.39 |          |
| 24   |       | 3     | Denys Kesil (en)              |            | 1:57.72 |          |
| 25   |       | 1     | Ramil Valizada                |            | 1:59.77 |          |
| 26   |       | 1     | Matin Balsini (en)            |            | 2:00.73 |          |
| 27   |       | 1     | Gerald Hernandez              |            | 2:06.80 |          |
| DNS  |       | 4     | Guangsheng Niu                |            | DNS     |          |

### Demi-finales
Les huit meilleurs temps se qualifient pour la finale (F).
| Rang | Série | Ligne | Athlète                       | Pays           | Temps   | Remarque |
| ---- | ----- | ----- | ----------------------------- | -------------- | ------- | -------- |
| 1    |       |       | Kristóf Milák                 | Hongrie        | 1:52.72 | F        |
| 2    |       |       | Léon Marchand                 | France         | 1:53.50 | F        |
| 3    |       |       | Ilya Kharun                   | Canada         | 1:54.01 | F        |
| 4    |       |       | Noè Ponti                     | Suisse         | 1:54.14 | F        |
| 5    |       |       | Kregor Zirk                   | Estonie        | 1:54.22 | F        |
| 6    |       |       | Krzysztof Chmielewski         | Pologne        | 1:54.28 | F        |
| 7    |       |       | Alberto Razzetti              | Italie         | 1:54.51 | F        |
| 8    |       |       | Martin Espernberger (de)      | Autriche       | 1:54.62 | F        |
| 9    |       |       | Michał Chmielewski            | Pologne        | 1:54.64 |          |
| 10   |       |       | Thomas Heilman (en)           | États-Unis     | 1:54.87 |          |
| 11   |       |       | Kuan-Hung Wang                | Taipei chinois | 1:55.07 |          |
| 12   |       |       | Giacomo Carini                | Italie         | 1:55.20 |          |
| 13   |       |       | Min-Seop Kim                  | Corée du Sud   | 1:55.22 |          |
| 14   |       |       | Richárd Márton (es)           | Hongrie        | 1:55.93 |          |
| 15   |       |       | Genki Terakado                | Japon          | 1:56.21 |          |
| 16   |       |       | Arbidel González Alvarez (es) | Espagne        | 1:56.26 |          |

### Finale
| Rang                                | Ligne | Athlète                  | Pays     | Temps         | Remarque |
| ----------------------------------- | ----- | ------------------------ | -------- | ------------- | -------- |
| Médaille d'or, Jeux olympiques      | 5     | Léon Marchand            | France   | 1 min 51 s 21 |          |
| Médaille d'argent, Jeux olympiques  | 4     | Kristóf Milák            | Hongrie  | 1 min 51 s 75 |          |
| Médaille de bronze, Jeux olympiques | 3     | Ilya Kharun              | Canada   | 1 min 52 s 80 |          |
| 4                                   | 7     | Krzysztof Chmielewski    | Pologne  | 1 min 53 s 90 |          |
| 5                                   | 6     | Noè Ponti                | Suisse   | 1 min 54 s 14 |          |
| 6                                   | 8     | Martin Espernberger (de) | Autriche | 1 min 54 s 17 |          |
| 7                                   | 2     | Kregor Zirk              | Estonie  | 1 min 54 s 55 |          |
| 8                                   | 1     | Alberto Razzetti         | Italie   | 1 min 54 s 85 |          |